# Fermín Vélez
Fermín Vélez (ur. 3 kwietnia 1959 roku w Barcelonie, zm. 31 marca 2003 roku w Barcelonie) – hiszpański kierowca wyścigowy.

## Kariera
Vélez rozpoczął karierę w międzynarodowych wyścigach samochodowych w 1978 roku od startów w Brytyjskiej Formule 3 BARC, Brytyjskiej Formule 3 BRDC Vandervell, World Cup International Formuła 3 Trophy oraz w Europejskiej Formule 3. Jedynie w edycji BRDC zdobywał punkty. Z dorobkiem siedmiu punktów uplasował się na trzydziestej pozycji w klasyfikacji generalnej. W wyścigu World Cup International Formuła 3 Trophy był dziesiąty. W późniejszych latach pojawiał się także w stawce Formuły 3 Radio Trent Trophy, B.A.R.C. TV-Race, Brytyjskiej Formuły 3, World Sports-Prototype Championship, Porsche 944 Turbo Cup, Formuły 3000, 24-godzinnego wyścigu Le Mans, IMSA Camel Lights, IMSA World Sports Car Championship, Indy Racing League oraz Grand American Rolex Series.
W Formule 3000 Hiszpan wystartował w czterech wyścigach sezonu 1988 z hiszpańską ekipą Barcelona Motorsport. Nigdy jednak nie zdobywał punktów. Został sklasyfikowany na 39 pozycji w końcowej klasyfikacji kierowców.